# ألقاب يسوع في العهد الجديد

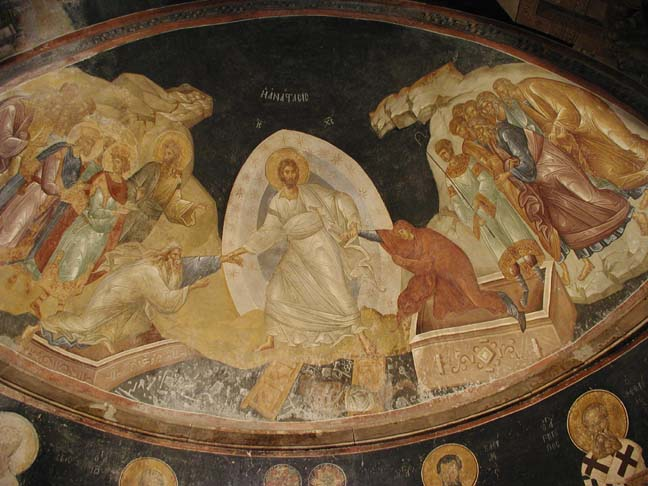
أيقونة أرثوذكسية تظهر قيامة يسوع بعنوان «آدم الثاني»، وهو أحد ألقاب المسيح في العهد الجديد.

ألقاب يسوع في العهد الجديد هي مجموعة من الألقاب ذات الدلالات المختلفة التي أطلقت في العهد الجديد وهو الجزء الثاني من الكتاب المقدس في المسيحية، على شخص يسوع. وتستخدم كتعليم عن شخصية المسيح، وتساهم في فهم وشرح رسالته التي قدمها. بعض هذه الألقاب، قد نسبها المسيح إلى ذاته صراحة، في حين نُسب إليه من كتبة الأناجيل البعض الآخر، كما أن أغلبها قد استلّ من معتقدات يهوديّة انطبقت في المسيح، وكانت أساس ظهور كرستولوجيا.

## الألقاب
- المسيح، (إنجيل متى 1/1).
- المخلص، (إنجيل متى 21/1).
- عمانوئيل أي الله معنا، (إنجيل متى 23/1).
- السيّد، (إنجيل متى 2/8).
- المعلم، المعلم الوحيد، (إنجيل متى 10/23).
- ابن الإنسان، (إنجيل متى 30/24).
- الطبيب، (إنجيل مرقس 17/2).
- رب السبت، (إنجيل مرقس 22/2).
- ابن العلي، (إنجيل مرقس 7/5).
- الابن، (إنجيل مرقس 7/9).
- العظيم، (إنجيل لوقا 32/1).
- الْكَلِمَةُ / وَكَانَ الْكَلِمَةُ اللهَ، (إنجيل يوحنا 1/1).
- حَمَلُ اللهِ ، (إنجيل يوحنا 29/1).
- ابْنِ اللهِ، (إنجيل يوحنا 18/3).
- خُبْزُ الْحَيَاةِ، (إنجيل يوحنا 35/6).
- نبي، (إنجيل يوحنا 40/7).
- نُورُ الْعَالَمِ، (إنجيل يوحنا 12/8).
- الباب، (إنجيل يوحنا 9/10).
- الراعي الصالح، (إنجيل يوحنا 11/10).
- القيامة والحق والحياة، (إنجيل يوحنا 6/14).
- القدوس البار، (أعمال الرسل 14/3).
- واهب الحياة الأبدية، (أعمال الرسل 15/3).
- الفادي، (الرسالة الأولى إلى كورنثس 30/1).
- سيّد المجد، (الرسالة الأولى إلى كورنثس 8/2).
- آدم الثاني، (الرسالة الأولى إلى كورنثس 45/15).
- رأس الكنيسة، (الرسالة إلى كولوسي 15/1).
- حجر الزاوية، (الرسالة إلى أفسس 20/2).
- ملك الملوك، (الرسالة الأولى إلى تيموثاوس 15/6).
- الكائن في صورة الله، (الرسالة إلى فيلمون 6/2).
- الذي به خلق العالم، (الرسالة إلى العبرانيين 2/1).
- ضياء مجد الله، (الرسالة إلى العبرانيين 3/1).
- الكاهن الأعظم، (الرسالة إلى العبرانيين 17/2).
- الحي إلى الأبد، (الرسالة إلى العبرانيين 24/7).
- الأَلِفُ وَالْيَاء، (رؤيا يوحنا 8/1).
- الْبَِدَايَةُ وَالنِّهَايَةُ(رؤيا يوحنا 8/1).
- الأَوَّلُ وَالآخِرُ (رؤيا يوحنا 17/1).
- الأَمِينُ الصَّادِقُ، (رؤيا يوحنا 15/3).
- الأَسَدُ، (رؤيا يوحنا 5/5).
- الْقَادِرُ عَلَى كُلِّ شَيْءٍ، (رؤيا يوحنا 3/15).
- أَصْلُ وَذُرِّيَّةُ دَاوُدَ (رؤيا يوحنا 22/16).
- كَوْكَبُ الصُّبْحِ الْمُنِيرُ (رؤيا يوحنا 22/16).